# 山田こうすけ
山田 こうすけ（やまだ こうすけ）は日本の漫画家。別名義に「山田こーすけ」がある（おもにフランス書院刊にて使用）。

## 作品リスト
- ほんとにいいの? （少年画報社、ヒットコミックス、全2巻）※初単行本
  - ドキドキ☆シスターズ （フランス書院、フランス書院コミック文庫、単巻）※『ほんとにいいの?』第1巻の再版（読み切り短編を追加収録）
  - ときめき☆ダブルス （フランス書院、フランス書院コミック文庫、単巻）※『ほんとにいいの?』第2巻の再版（読み切り短編を追加収録）
- いけない看護婦さん （フランス書院、フランス書院コミック文庫、単巻）
- ちょっとだけよ （少年画報社、ヒットコミックス→ヤングキングコミックス、全8巻）
- オモチャのYoYoYo （秋田書店、全4巻）
  - オモチャのYoYoYo ハーレムの小悪魔編 （秋田書店、秋田トップコミックス、単巻）
- ためしたガール（秋田書店、月刊少年チャンピオン、少年チャンピオン・コミックス、全6巻）
- 同居時代 （双葉社、アクションコミックス、全2巻）
- 愛NOメモリー （実業之日本社、マンサンコミックス、単巻）
- 透明社員 （少年画報社、ヤングキングコミックス、全6巻）
  - 透明社員 （少年画報社、YCベスト、全6巻）

  1. 見えすぎて困っちゃう編 （2009年12月28日発売[1]）
  2. 丸見えパラダイス編 （2010年3月23日発売[2]）
  3. 極上モロ見えハーレム編 （2010年5月24日発売[3]）
  4. 絶景!!（秘）スポット攻略編 （2010年7月26日発売[4]）
  5. 桃色スケスケ祭り編 （2010年9月27日発売[5]）
  6. AVにもなっちゃった編 （2010年11月15日発売[6][7]）
- 課長透明社員 （少年画報社、ヤングコミックコミックス、全2巻）
- ナース・パラダイス―山田こうすけ作品集 （竹書房、バンブーコミックス、単巻）
- やさしくシ・テ・ネ（秋田書店、少年チャンピオン･コミックス、全1巻）
- こいつはいける （少年画報社、ヤングコミックコミックス、単巻）
- 透明社員X （秋田書店、プレイコミックシリーズ、全3巻）